# Château de la Rochefoucauld (Liancourt)
Pour les articles homonymes, voir La Rochefoucauld.
Pour l’article ayant un titre homophone, voir Château de La Rochefoucauld en Charente.
Le château de la Rochefoucauld était un château  situé sur la commune de Liancourt dans le département de l'Oise, en région Hauts-de-France en France. Il ne subsiste actuellement que les communs du château. L'ensemble des communs fait l’objet d’une inscription au titre des monuments historiques depuis le 3 décembre 1930.

## Histoire

### Les deux premiers châteaux

#### Le château de Jean du Plessis
Situés dans la vallée de la Brêche, à mi-chemin entre Creil et Clermont, les terres de Liancourt étaient réparties entre plusieurs fiefs. Du XIIe au XIVe siècle, différents seigneurs, parmi lesquels des membres de la puissante famille de Cressonsacq, furent appelés Liancourt sans que l'on puisse savoir s'ils portaient le nom de la paroisse ou d'une terre particulière.  
En revanche, il est établi qu'à la fin du XIVe siècle, Jean Ier de Popincourt prit le titre de sire de Liancourt lors de son mariage avec Claude de Cressonsacq. 
Il reçut probablement à cette occasion le manoir de dimensions modestes (8,40 m sur 6) que les Cressonsacq avaient édifié à Liancourt et dont les traces existaient encore en 1796 entre la rue du Vieux-Château et la rue de Compiègne (future rue de l'École des arts et métiers). 
C'est sans doute à l'initiative de Popincourt, qui fut président du Parlement et mourut en 1403 que fut construit, en même temps que la nef de l'église actuelle (l'église Saint-Martin), le premier château de Liancourt. 
On ne sait pas grand chose de cette demeure seigneuriale, en dehors de son emplacement, le même que celui des deux châteaux des XVIe et XVIIe siècles qui l'ont remplacé, au milieu de la prairie marécageuse entre la Brêche et la Béronnelle. Un croquis qui aurait été établi d'après les documents d'époque en donne une image peu convaincante, celle d'une lourde bâtisse entourée de douves et enfermée à l'intérieur de murs puissants. Ce n'est pas un château fort, mais ce n'est pas non plus "une sorte de palais fortifié où toutes les richesses et les délicatesses de l'art cachent peu à peu les nudités des vieilles fortifications sous une décoration opulente", comme le voudrait la définition d'Ernest Lavisse pour les châteaux de la fin du XIVe siècle.
En 1463, le mariage de Claude de Popincourt, arrière-petite-fille de Jean Ier de Popincourt, fait passer la seigneurie de Liancourt à Jean Ier du Plessis, seigneur de Périgny, qui fut l'ambassadeur de Louis XI en Angleterre, puis président du Parlement et mourut en 1494. 
Jean du Plessis et son fils habitèrent Liancourt sans y laisser de souvenir particulier. Les armes de son petit-fils Guillaume (1491-1550) et celles de l'épouse de ce dernier, Marie de Ternay, figurent sur la cuve baptismale datée de 1533, de l'église de Liancourt. 
Guillaume du Plessis a été un homme brillant. Ambassadeur de Henri III en Suisse, puis maître des Eaux et Forêts du comté de Clermont, il fut appelé à réformer la coutume du Beauvaisis de 1283, qui devint par la suite la base de tous les textes règlementaires du royaume. 
Son fils ainé, Jean III du Plessis, marié en 1544 avec Françoise d'Angennes, dame de Rantigny, fut tué en 1562 à la Bataille de Dreux, en combattant dans les rangs protestantes de Louis II de Bourbon-Condé.

#### Le château des Charles du Plessis
Le fils aîné de Jean III, Charles du Plessis (1545-1620), et son épouse, vont donner un tour nouveau à Liancourt. Charles épouse en 1594 Antoinette de Pons, marquise de Montfort et de Guercheville. Veuve depuis 1586 de Henri de Silly, comte de La Roche-Guyon, elle est habituée à un très grand confort. 
Elle s'accommode de l'austérité du vieux château des Popincourt, mais elle veut lui faire apporter des aménagements et des agrandissements, auxquels son époux est d'autant plus favorable que, dès 1590, il a lui-même engagé une rénovation. Il a connu les palais royaux et a amassé une fortune respectable. 
Ce protestant était un ami de Henri IV et il aurait contribué à la réconciliation de celui-ci avec son beau-frère Henri III. Il en a été récompensé par la charge de "premier escuyer des escuries du Roy". Il escortait le carrosse royal le jour fatal du 14 mai 1610, lors de l'assassinat de Henri IV. Par la suite, il a été gouverneur de Metz, puis de Paris, une belle carrière qui s'accorde bien avec le développement considérable qu'ont connu et le château dans le premier quart du XVIIe siècle.
Charles n'est pas sectaire. L'Église catholique non plus. Dès 1578, il fait améliorer l'église de Liancourt dont le chevet et le transept sont modifiés et où deux chapelles sont ajoutées; c'est dans l'une des deux, celle du nord, qu'il est inhumé en octobre 1620. Son épouse l'y rejoint en 1632. Ils y reposaient sous un monument de deux niches abritant deux statues en marbre blanc qui les représentait à genoux, priant, en grandeur naturelle; mais en 1854, ces prians furent transportés dans la chapelle Sud qui comportait des niches semblables et qui était moins humide. Leurs regards dirigés jusque-là vers l'autel sont maintenant tournés vers la porte de l'église,. 
On ignore quel architecte fut chargé de procéder aux transformations que Charles du Plessis et son épouse en 1610, ont fait apporter à leur propriété. Selon Catherine Grodecki, conservateur au minutier central des Archives nationales, qui se réfère à des "documents notariés parisiens", ce serait Baptiste du Cerceau, assertion vraisemblable puisque Jacques II du Cerceau et son neveu Salomon de Brosse, protestants comme Charles du Plessis, habitent à quelques kilomètres de là et avaient participé à la construction du château de Verneuil avec lequel celui de Liancourt présentait des similitudes. 
Il est avéré que le château de Jean de Popincourt a été incorporé aux nouveaux bâtiments. Il n'existe aucun plan, aucune représentation du château laissé à sa mort par Charles du Plessis. Pour s'en faire une idée, il faut s'en remettre au rapport fait en août 1637 à son père, historiographe du roi, par le jeune Denis Godefroy au cours d'un tour de France qu'il effectuait à la fin de ses études. 
En 1637, Roger du Plessis-Liancourt, fils et héritier de Charles, n'a pas encore entrepris de travaux importants : on peut donc supposer que l'édifice subsistait tel qu'il était après la campagne de travaux commencée en 1610. Denis Godefroy décrit un maître corps de logis (probablement repris du château Popincourt) "soutenu de deux autres pavillons carrés de pareille fabrique de même hauteur" formant un côté d'une cour carrée dont "deux galeries voûtées proprement en arcades" en formant deux autres, le quatrième côté étant en partie occupé par le "superbe bâtiment du pont-levis", le tout entouré de douves, douves sèches sous le pont-levis. "Immédiatement au-dessus de la porte cochère, une chapelle en forme de petit pavillon". "Deux autres pavillons sont enclavés, un peu plus bas, aux deux extrémités de ce devant de murailles".

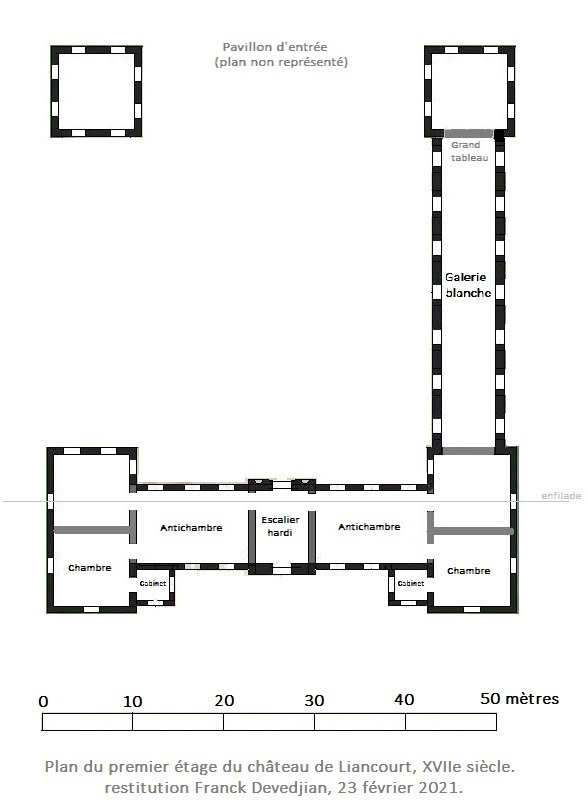
Restitution du plan du premier étage du château de Liancourt, XVIIe siècle.

Godefroy donne aussi de précieuses indications sur la répartition intérieure et l'ameublement des locaux : un escalier au centre du corps de logis central, le rez-de-chaussée occupé par les services et les deux cuisines (équipées d'un réseau d'eau courante) : au premier étage, l'appartement du maitre de logis et d'autres quartiers pour "les grands introduits et logés de sa part". Parmi ses pièces, "les chambres du Roi et de la Reine, bien richement azurées et dorées, ensemblées magnifiquement de lits superbes et de tapisseries exquises". "Une grande salle lambrissée et peinturée tant qu'au plafond qu'au vitres", dont les murs sont "couverts de fort riches et antiques tapisseries... ne sert qu'à recevoir les venants qui... se peuvent exercer à un jeu de billard qui y est". Les autres appartements sont décorés de portraits et de peintures de châteaux et de paysages à l'exception d'un "ample cabinet" où l'on peut "contempler les treize tableaux de l'histoire de Moïse accompagnés des emblèmes (devises) qui les ont rends célèbres". 
Godefroy précise enfin que la grande galerie du Nord-Est est blanchie à la chaux et lambrissée, et "qu'un seul grand tableau couvre presque toute la paroi du bout" représentant le combat qui eut lieu en 1402 entre sept chevaliers duc d'Orléans, frère du roi Charles VI, et sept chevaliers du duc d'York, petit-fils d'Édouard III d'Angleterre. Les Français l'emportèrent. Ils avaient à leur tête le grand-père d'Antoinette de Pons, épouse de Charles du Plessis.
Le parc qu'a admiré Denis Godefroy est différent de celui qui existait à la mort de Charles du Plessis. Initiée à l'art des jardins par sa belle-mère, Jeanne de Schomberg a entrepris, dès la mort de celle-ci en 1632, la création de parterres qu'elle imaginait.

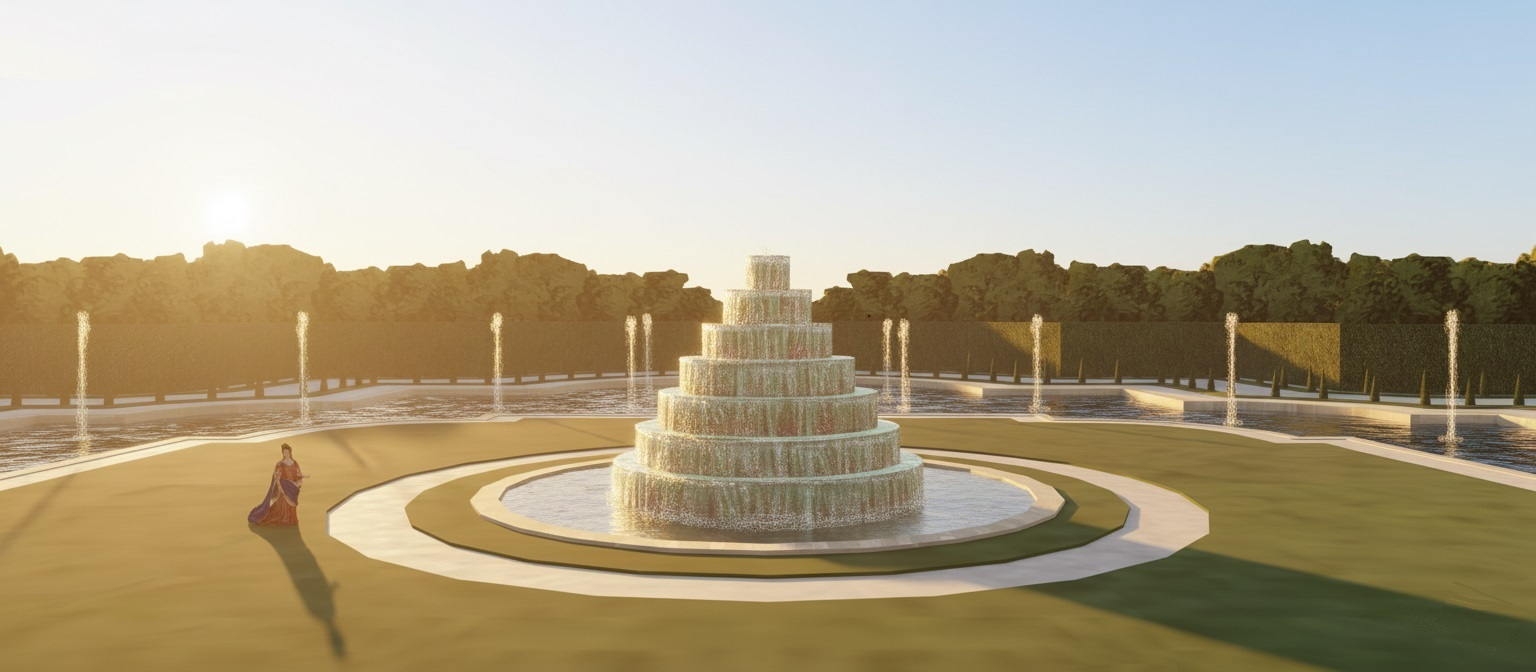
Vue sur le bosquet des 25 jets, dit le pré des fontaines, état vers 1685.

Les descriptions du jeune voyageur  fournissent donc des informations proches de celles que l'on peut trouver dans les écrits et les gravures apparues à partir de 1650 quand a éclaté le succès de Liancourt-les-belles-Eaux.

### Liancourt-les-Belles-Eaux

#### Un siècle et demi de splendeur

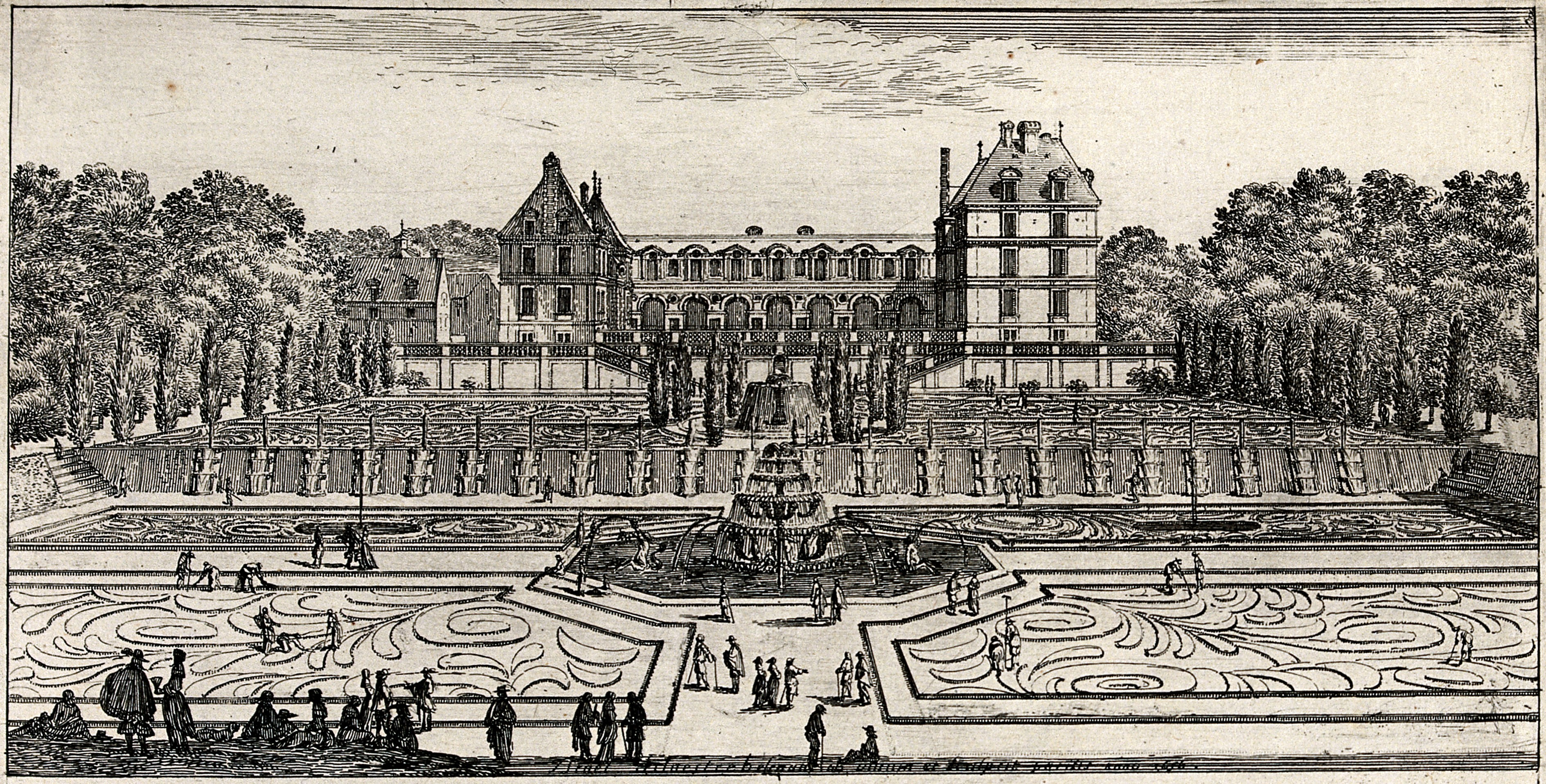
Les grandes cascades de Liancourt, XVIIe siècle.
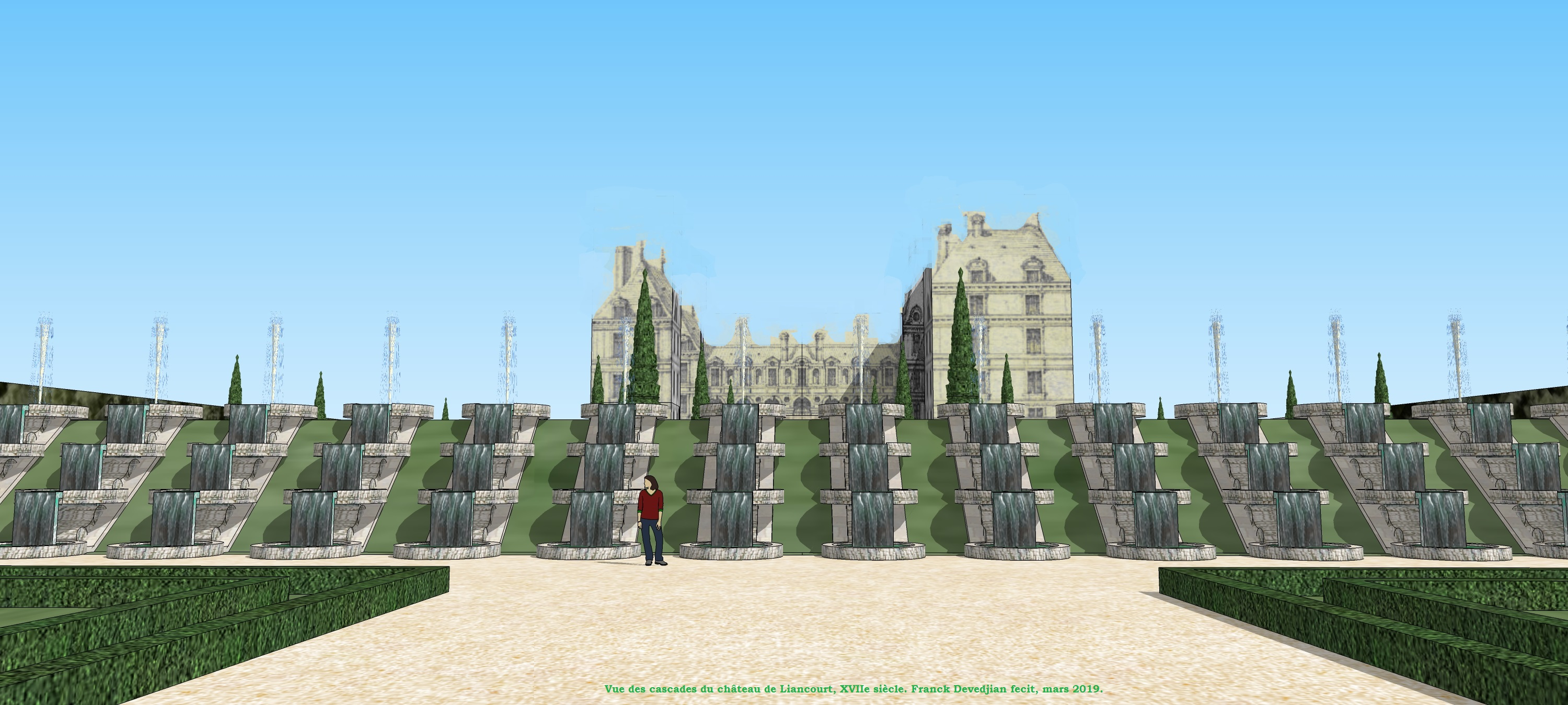
Schéma de la vue réelle des cascades de Liancourt, XVIIe siècle
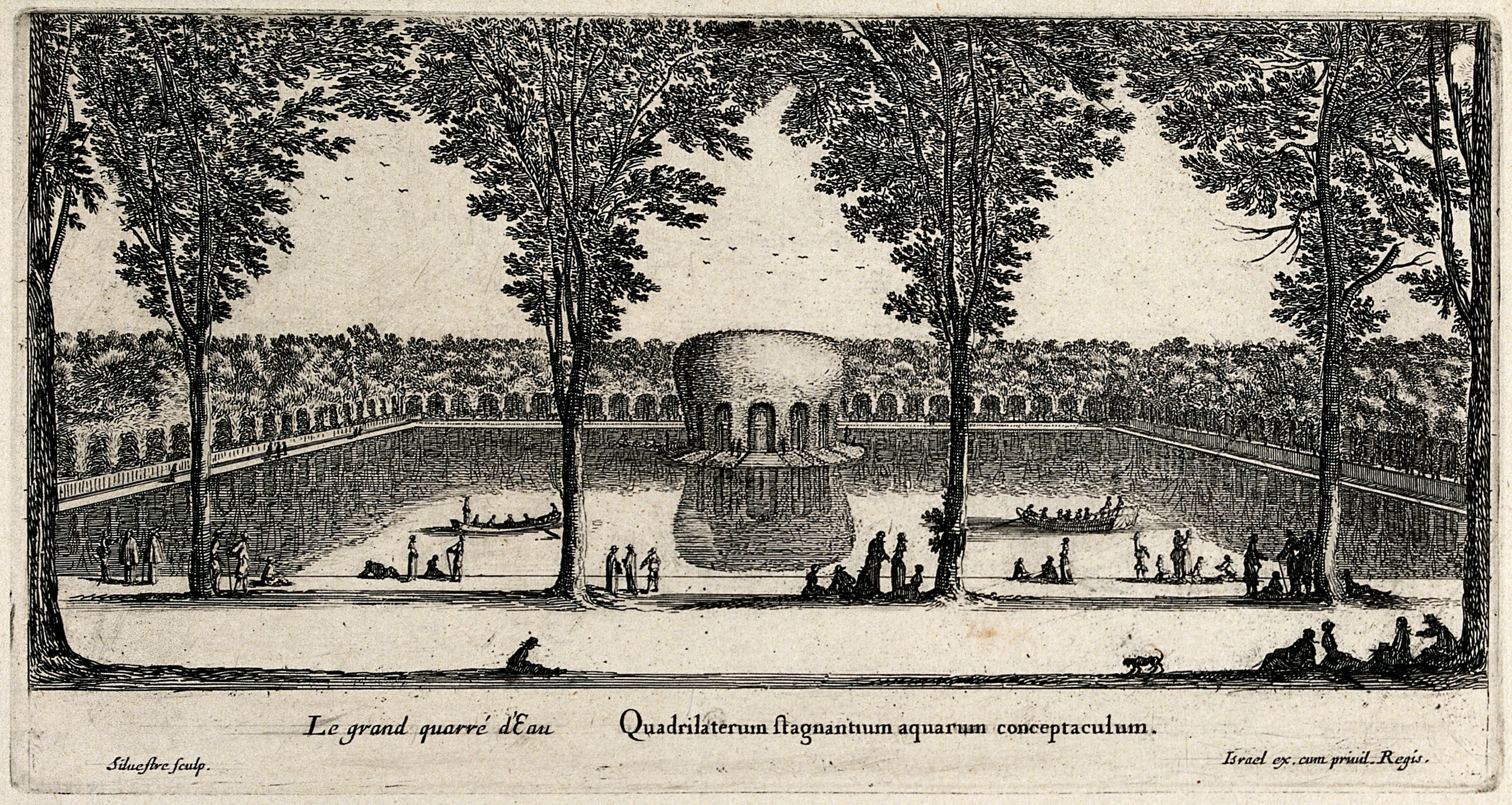
Le Grand Carré d'eau, XVIIe siècle.
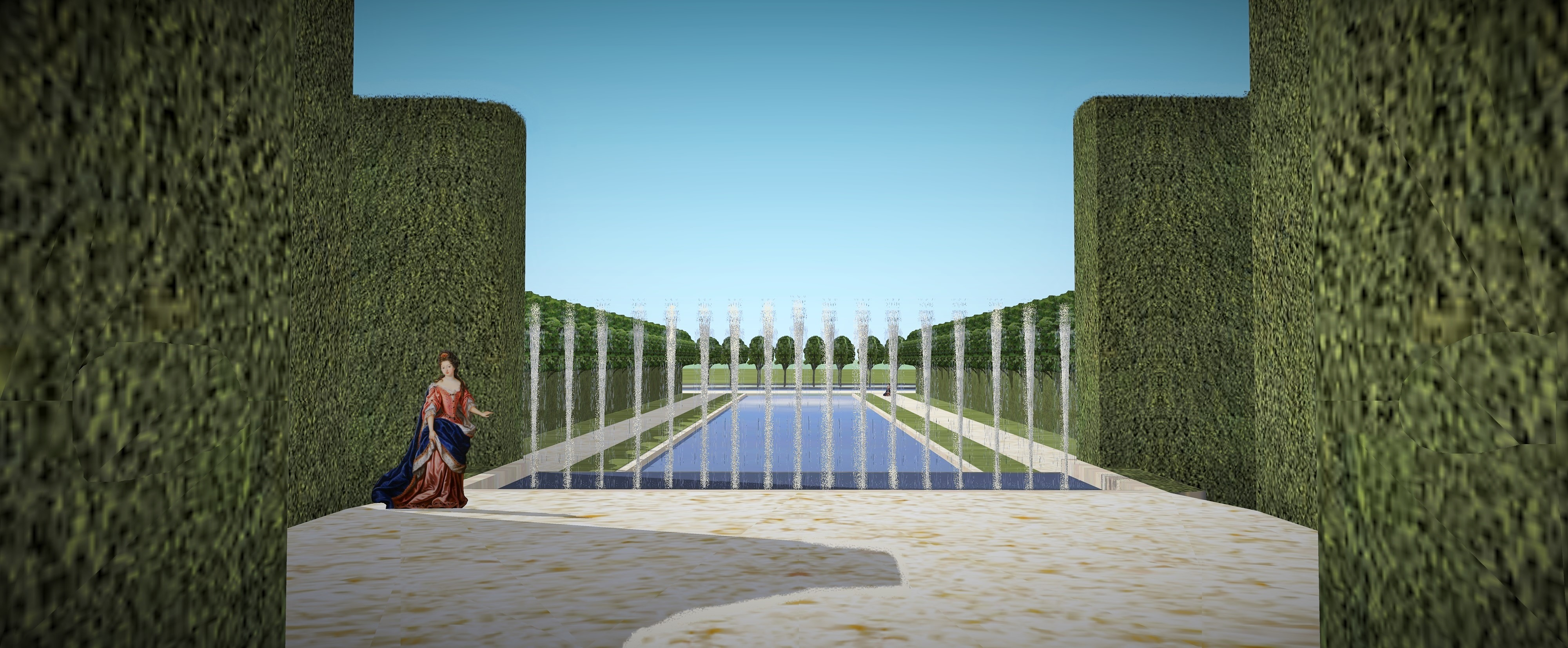
Schéma depuis l'entrée du bosquet du canal des 17 jets, XVIIe siècle
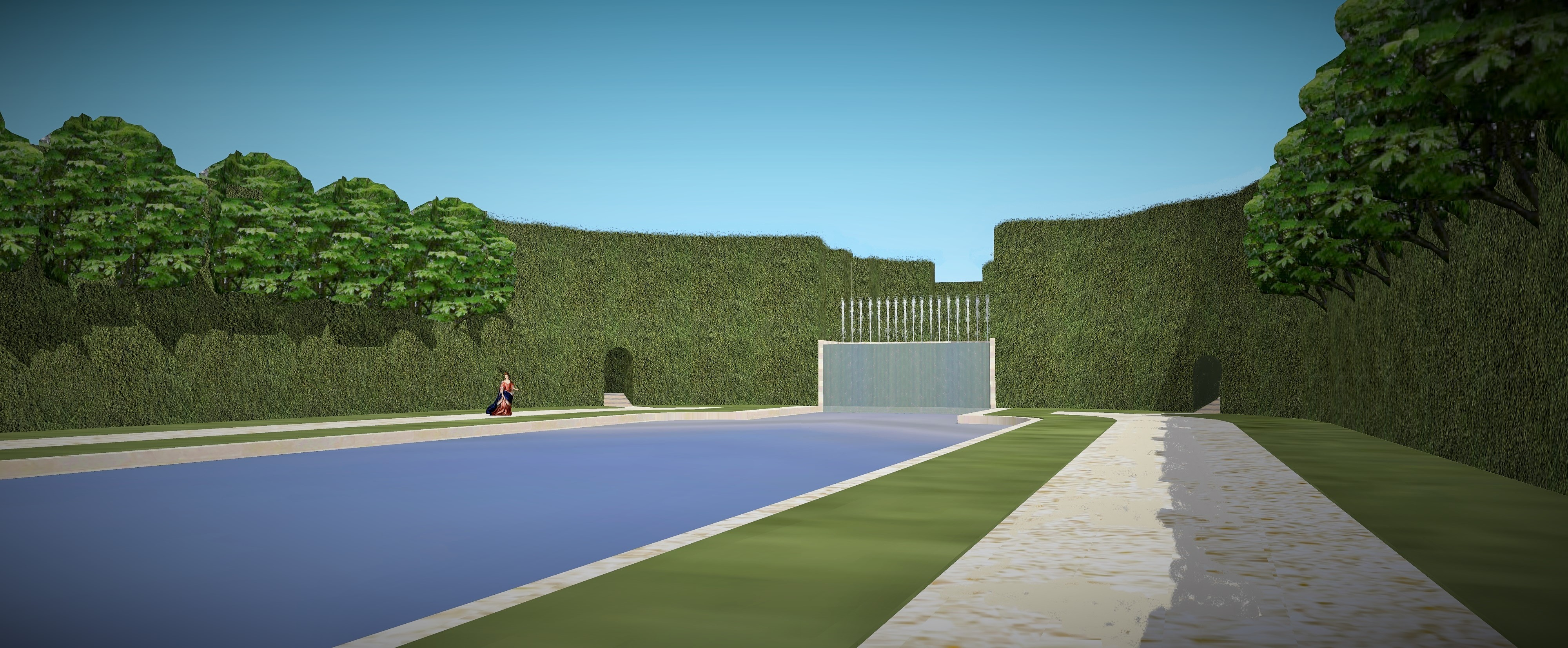
Schéma depuis le bas du bosquet du canal de Liancourt, XVIIe siècle

Gabrielle du Plessis-Liancourt, fille de Charles du Plessis et d'Antoinette de Pons, épouse en 1611 François V de La Rochefoucauld, 1er duc de La Rochefoucauld. 
Son frère, Roger du Plessis-Liancourt, épouse en 1620 Jeanne de Schomberg, avec laquelle il fait reconstruire le château de Liancourt, à partir de 1640. En 1645, ils fondent l'hospice et l'orphelinat de Liancourt. En 1675, ils créent la Foire Saint-Martin à Liancourt. 
En 1625, Roger du Plessis, premier gentilhomme de la chambre du Roi, colonel du régiment de Picardie, puis bailli et gouverneur de Clermont, hérite du comté de La Rocheguyon, devenu un duché en 1645. Lui et son épouse reçoivent à plusieurs reprises Louis XIV à Liancourt. 
Ils meurent tous deux en 1674, ayant eu un fils unique, Henri-Roger du Plessis, tué en 1646 au siège de Mardyck. Ce dernier laisse de son mariage en 1644 avec Anne Elisabeth de Lannoy (remariée avec Charles de Lorraine, 3e duc d'Elbeuf) une fille Jeanne Charlotte Elisabeth du Plessis, laquelle épouse à Liancourt en 1659 son cousin François VII de La Rochefoucauld, 3e duc de La Rochefoucauld.
Jeanne Charlotte Elisabeth du Plessis meurt en 1669, avant son grand-père. Ce dernier, décédé en 1674, a pour successeur à Liancourt son arrière-petit-fils, François VIII de La Rochefoucauld, 4e duc de La Rochefoucauld (1663-1728), puis le fils de celui-ci, Alexandre 1er de La Rochefoucauld, 5e duc de La Rochefoucauld (1690-1762). Sa fille Marie de La Rochefoucauld (1718-1789) épouse en 1736 son cousin François Louis Armand de La Rochefoucauld, marquis de Maignelay, duc (à brevet) d'Estissac. Tous deux ont pour fils et successeur à Liancourt, François XII de La Rochefoucauld, 7e duc de La Rochefoucauld (1747-1827).
Elu en 1789 député de la noblesse du Bailliage de Clermont en Beauvaisis aux Etats-généraux, ce dernier doit émigrer en août 1792, mais regagne Liancourt en 1800.
Au cours du XVIIIe siècle furent transportés à Liancourt le bassin (quatre mètres de diamètre) et le socle d'une fontaine monumentale en marbre de Carrare sculpté provenant de la cour d'honneur du château de Gaillon (envoyée d'Italie en 1509) puis, en mauvais état d'entretien, démontée sur ordre de l'archevêque de Rouen Nicolas de Saulx-Tavannes (1690-1759). Le dernier archevêque résidant à Gaillon étant le cardinal Dominique de La Rochefoucauld (1712-1800).

#### Déchéance et disparition de Liancourt-les-belles-Eaux
Finalement ces éléments furent transférés au château charentais éponyme, dont ils ornent encore l'esplanade Sud.
L'aspect du domaine à la fin du XVIIIe siècle est connu par la description qu'en fait Dezallier d'Argenville.

### Depuis la Révolution
Avec le départ de François XII de La Rochefoucauld, le domaine de Liancourt est saisi, le château utilisé comme prison, puis comme école, laissé sans entretien. comme son parc, en particulier les bassins. 
A son retour, François XII de La Rochefoucauld récupère un domaine rétréci et un château délabré, dont il fait démolir une partie, n'en laissant subsister que l'aile Nord. Il s'installe dans les communs, de construction plus récente et mieux conservés.  
Après sa mort, en 1827, le domaine passe au troisième de ses fils, Frédéric Gaétan de La Rochefoucauld (1779-1863), qui le vend en 1862 à son neveu, François XIV de La Rochefoucauld, 9e duc de La Rochefoucauld (1794-1874). Ce dernier a pour successeur à Liancourt son fils, François XV de La Rochefoucauld, 10e duc de La Rochefoucauld (1818-1879), puis le fils de celui-ci François XVI de La Rochefoucauld, 11e duc de La Rochefoucauld (1853-1925). Ce dernier vend en 1919 le domaine de Liancourt, qui sort alors de la famille.
En 1924, l'acquéreur, Georges Floquet, fait démolir l'aile subsistante du château du XVIIe.

### Les communs
Chronologie: 

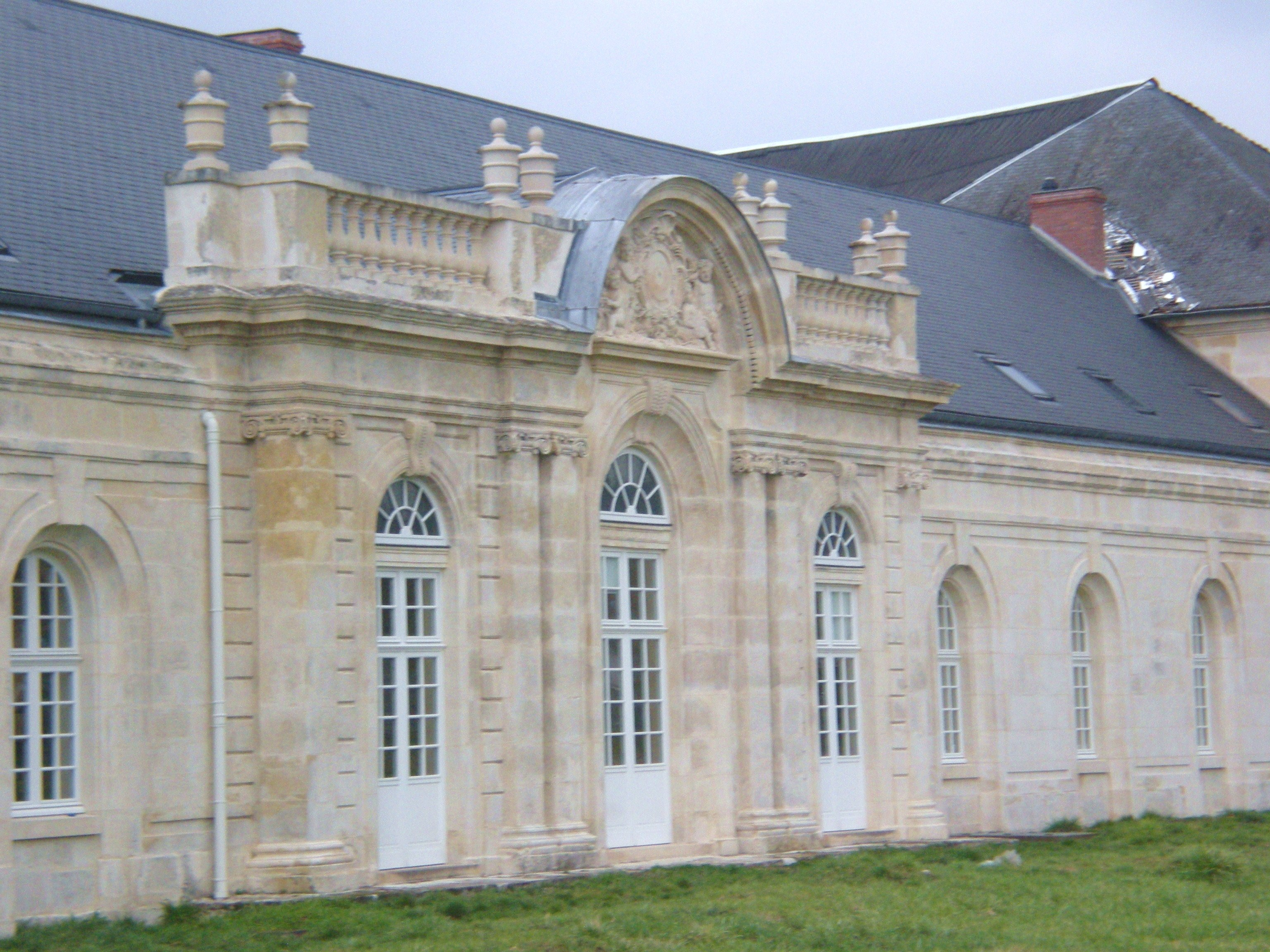
La façade sud des communs, Inscrite à l'inventaire des monuments historiques depuis 1930.

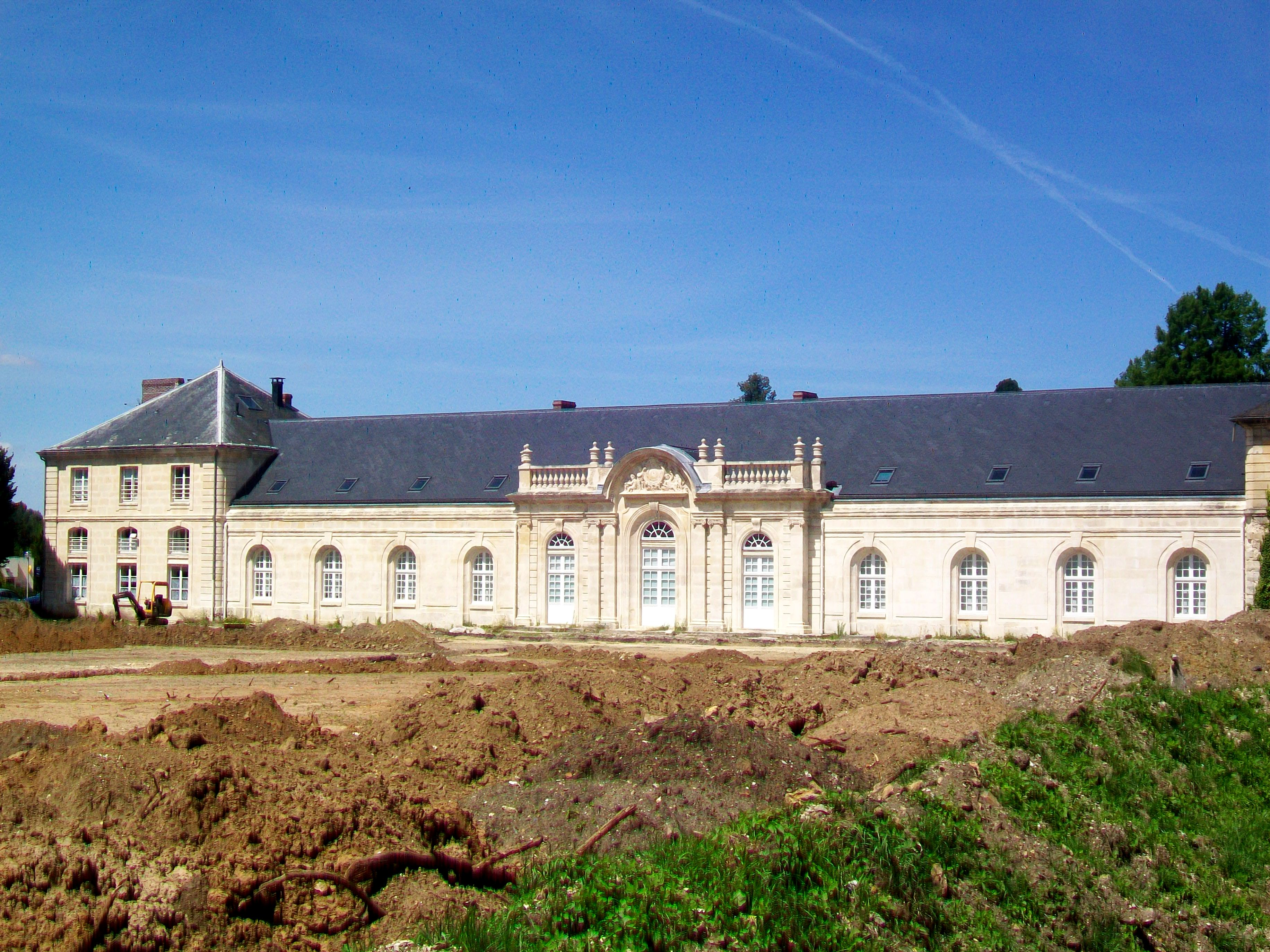
Les fouilles préventives de juillet 2012.

- XVIIe siècle (vers 1640) : édification de la basse-cour, d'une superficie nettement supérieure à celle du château lui-même. Celle-ci abritait les habitations du personnel des écuries et les écuries ;
- XVIIIe siècle (vers 1754) : les communs sont édifiés à la place de la basse-cour. Construits dans le style de l'époque, avec une rotonde centrale, des galeries voûtées en petits berceaux, un portique extérieur et une horloge sur la façade Sud, les communs abritaient la « laiterie » entièrement revêtue de marbre gris et équipée de l'eau courante ;
- XVIIIe siècle (fin 1799) : le duc de la Rochefoucauld exilé en Angleterre revient dans le domaine de Liancourt. Il occupe dans les communs une chambre qui pouvait recevoir son lit et sa bibliothèque ;

- 1901 : le duc de la Rochefoucauld loue les Communs à l'École de l'Île-de-France, établissement secondaire privé, où l'on pratique une éducation à l'anglaise ;
- 1914 : Liancourt étant dans la zone de combat, l'école de l'Île-de-France part à Blonville-sur-Mer (Calvados). Une école militaire des transmissions réquisitionne les communs ;
- 1919 : le domaine liancourtois des La Rochefoucauld, y compris les communs, est vendu au fabricant britannique de tracteurs Austin; seul le bâtiment des communs a été préservé.
- 1922 : Georges Floquet, devenu propriétaire des communs, les aménage en manufacture de chaussures;
- 1923 : la vaste cour des communs est couverte, un mur qui masque la vue du bâtiment central est construit en façade entre les deux pavillons;
- 1930 : la façade Sud des communs est inscrite à l'Inventaire Supplémentaire des Monuments Historiques ;
- 1965-1970 : l'usine Avon Cosmetics s'installe dans les communs;
- 1979 : Monsieur Michel Cauffetier sous-loue à la commune de Liancourt et à la Direction Départementale des Affaires Sanitaires et Sociales une partie des locaux. La commune de Liancourt y installe une bibliothèque, des salles pour les associations et une salle des fêtes, la Direction Départementale des Affaires Sanitaires et Sociales et le Centre Médico-Social ;
- 1989 (le 18 décembre) : un incendie détruit la partie centrale du bâtiment;
- 1991 (le 28 juin) : lors de la vente projetée par le groupe Kosser, propriétaire des Communs à cette époque, le conseil municipal décide d'exercer son droit de préemption urbain et de le déléguer à Oise Habitat. Cette opération vise à sauvegarder le bâtiment, dernier vestige historique du passé glorieux de Liancourt;
- 1994 (le 15 décembre) : Oise Habitat devient propriétaire des Communs après une bataille juridique de 3 ans au cours de laquelle l'édifice a énormément souffert des actes de malveillance et de pillage. Des mesures de sauvegardes sont entreprises;
- 2003 : la commune de Liancourt démolit la partie couverte de la cour et le mur d'enceinte reliant les deux pavillons, ce qui permet à la population de découvrir l'architecture du bâtiment. Oise Habitat réhabilite les deux pavillons d'angle;
- 2004 : la mise en location en novembre des 12 logements ainsi réhabilités constitue une première étape dans la restauration de l'édifice;
- 2005 : en septembre, le conseil municipal adopte l'avant-projet de réalisation de la médiathèque Lucien Charton dans l'aile sud des communs;
- Mars 2010 : inauguration et ouverture au public de la médiathèque Lucien Charton[11];
- Juillet 2012 : Une campagne de fouilles est lancée sur un terrain situé à proximité des communs : des restes de bassins et de fontaines du XVIIe siècle ont été mis au jour[12].